# Maurício Copertino
Maurício de Almeida Copertino, mais conhecido como Maurício Copertino (Santos, 6 de abril de 1970), é um treinador e ex-futebolista brasileiro que atuava como zagueiro. Atualmente, comanda o Santos Sub-20. 
Atuou por 16 anos no futebol profissional. Com passagens por grandes clubes do futebol brasileiro e internacional, Maurício Copertino possui as Licenças PRO (CPF Academy) e Conmebol e tem em seus trabalhos a marca registrada de revelar grandes jogadores oriundos da base.

## Carreira como jogador
Criado nas categorias de base do Santos, antes de se profissionalizar foi emprestado para times do interior paulista para ganhar experiência. Jogou no Tupã e também no Oeste de Itápolis, onde foi campeão da Segunda Divisão do Campeonato Paulista.
Defendeu o Alvinegro por três temporadas (1993, 1994 e 1995) e único título que o zagueiro ganhou no período foi a Copa Dener, em 1994. Copertino disputou o primeiro semestre de 1995 no profissional do Santos, mas por determinação da diretoria da época, passou a treinar em separado, fato que o impediu de acompanhar de perto a campanha do vice-campeonato brasileiro.
Depois do Santos, ele jogou pelo Coritiba, em 1996, e a Portuguesa Santista no ano seguinte, antes de deixar o país pela primeira vez. Ficou 10 meses no futebol da Arábia Saudita, onde defendeu o Al-Ahli.
Em 1999, retornou ao futebol brasileiro. Jogou pela Internacional de Limeira.
Deixou o país pela segunda vez para atuar na Grécia, no Panachaiki.
Também jogou no futebol chinês, pelo Henan Jianye, onde foi vice-campeão da Liga Chinesa na temporada 2003-04.
Em 2005, Maurício Copertino voltou ao futebol brasileiro para vestir a camisa do União São João, onde, no mesmo ano, optou por pendurar as chuteiras.

## Carreira como treinador
Maurício Copertino encerrou a carreira dentro dos gramados em 2005 e passou a se dedicar aos estudos para se tornar treinador, fazendo estágios com Alexandre Gallo, Vagner Mancini, Sérgio Soares e Nenê Belarmino. No ano seguinte já iniciou a carreira do lado de fora das quatro linhas como técnico do Serrano. Deixou o clube carioca no mesmo ano.
Em 2007, após breve passagem pelo Sertãozinho como auxiliar de Nenê Belarmino, recebeu convite de Alexandre Gallo para integrar a comissão técnica do Internacional, onde juntos conquistaram o título da Recopa Sul-Americana, batendo o Pachuca (MEX).
Após a saída do Inter, Maurício seguiu trabalhando como auxiliar-técnico de Gallo nas passagens por Figueirense, Atlético Mineiro, Bahia, Náutico, Avaí, Al Ain (EAU) e no ponto alto dessa parceria: a Seleção Brasileira Sub-23. 
No início de 2013, assumiram as seleções olímpica (Sub-23) e de base (Sub-20, Sub-17 e Sub-15) e o auxiliar ficou com a função de observar potenciais atletas para a montagem do elenco dos Jogos Olímpicos de 2016. Nesse processo observou e levou para a Seleção Olímpica jogadores como Ederson, Thiago Maia, Boschilia, Rafael Alcântara e Gerson. Em oito competições disputadas, saíram com sete títulos até maio de 2015.
Em 2016, Maurício Copertino recebeu o primeiro convite de Vanderlei Luxemburgo e se tornou auxiliar-técnico do maior campeão brasileiro fora dos gramados. Juntos, passaram pelo Tianjin Quanjian da China, durante sete meses. 
E foi na China que Maurício teve mais uma oportunidade como treinador no ano seguinte, quando assumiu o Zhejiang Yiteng, da segunda divisão nacional. Mesmo com o menor orçamento da liga, fez grande trabalho e deixou o clube na terceira colocação da tabela de classificação quando retornou ao Brasil para se tornar auxiliar-técnico de Preto Casagrande e Paulo César Carpegiani no Bahia na reta final de 2017.
Em 2018, voltou à China mais uma vez para retomar o trabalho no Zhejiang Yiteng, completando a temporada no país.
Em abril de 2019, o caminho de Maurício Copertino cruzou mais uma vez o de Vanderlei Luxemburgo. A dupla assumiu o Vasco da Gama em crise, na zona de rebaixamento do Campeonato Brasileiro e em campanha histórica terminaram o nacional garantindo a vaga para a Copa Sul-Americana de 2020. 
Após a boa passagem pelo Vasco, Vanderlei Luxemburgo e Maurício Copertino foram convidados para assumir o Palmeiras na temporada seguinte, onde conquistaram os títulos da Florida Cup e Campeonato Paulista. 
Em 2021. a dupla assumiu o Cruzeiro Esporte Clube, onde realizaram um grande trabalho, além de revelarem jogadores da base.  
Em abril de 2022, foi contratado pelo ASA como novo treinador para a disputa da Série D, reiniciando sua carreira como técnico, onde permaneceu por 28 dias, comandando o time em apenas quatro jogos. Pediu desligamento do clube pois recebeu uma nova proposta do exterior. Em julho do mesmo ano assinou contrato com o Bani Yas, clube da primeira divisão dos Emirados Árabes, para comandar a equipe sub-23.
Em 3 de maio de 2023, volta a trabalhar com Vanderlei Luxemburgo como auxiliar técnico no Corinthians.
Em fevereiro de 2024, assumiu como técnico do Ferroviário. Nos primeiros oito jogos, chegou às semifinais do Estadual e à segunda fase da Copa do Brasil e teve o contrato renovado. Em 7 de maio do mesmo ano deixou o clube, após 11 jogos, acumulando 3 vitórias, 5 empates e 3 derrotas.
Em 27 de abril de 2025, assume o cargo de treinador do sub-20 do Santos.

## Títulos

### Como jogador
Oeste
- Campeonato Paulista - Segunda Divisão: 1992

Santos
- Copa Dener: 1994